# Бруней на літніх Олімпійських іграх 1996
Бруней брав участь в Літніх Олімпійських іграх 1996 року в Атланті (США) вперше за свою історію, але не завоював жодної медалі. Країну на Іграх представляв один стрілець.

## Стрільба
Спортсменів — 1
Чоловіки
| Спортсмен                        | Вид  | Кваліфікація | Кваліфікація | Фінал      | Фінал      |
| Спортсмен                        | Вид  | Результат    | Місце        | Результат  | Місце      |
| -------------------------------- | ---- | ------------ | ------------ | ---------- | ---------- |
| Принц Абдул Хакім Джефрі Болкіах | Скіт | 112          | 49           | Не пройшов | Не пройшов |